# Petersburg (Dakota del Nord)
Petersburg è un centro abitato (city) degli Stati Uniti d'America, situato nella Contea di Nelson nello Stato del Dakota del Nord. Nel censimento del 2000 la popolazione era di 195 abitanti. La città è stata fondata nel 1884.

## Geografia fisica
Secondo i rilevamenti dell'United States Census Bureau, la località di Petersburg si estende su una superficie di 2,70 km², tutti occupati da terre.

## Popolazione
Secondo il censimento del 2000, a Petersburg vivevano 195 persone, ed erano presenti 51 gruppi familiari. La densità di popolazione era di 73 ab./km². Nel territorio comunale si trovavano 106 unità edificate. Per quanto riguarda la composizione etnica degli abitanti, il 96,92% era bianco, lo 0,51% era afroamericano e lo 0,51% era nativo. L'1,03% apparteneva ad altre razze, mentre l'1,03% apparteneva a due o più. La popolazione di ogni razza ispanica corrispondeva all'1,54% degli abitanti.
Per quanto riguarda la suddivisione della popolazione in fasce d'età, il 27,2% era al di sotto dei 18, il 3,6% fra i 18 e i 24, il 25,6% fra i 25 e i 44, il 20,0% fra i 45 e i 64, mentre infine il 23,6% era al di sopra dei 65 anni di età. L'età media della popolazione era di 42 anni. Per ogni 100 donne residenti vivevano 93,1 maschi.